# Născut pe 4 iulie
Născut pe 4 iulie (Born on the Fourth of July) este un film american biografic anti-război din 1989, bazat pe romanul autobiografic cu același nume apărut în 1976 și scris de Ron Kovic. Filmul este regizat de Oliver Stone, pe un scenariu scris de Kovic și Stone. În rolurile principale sunt actorii Tom Cruise, Kyra Sedgwick, Raymond J. Barry, Jerry Levine, Frank Whaley Și Willem Dafoe. Filmul descrie viața lui Kovic (interpretat de Cruise) pe o perioadă de 20 de ani, cu detalii privind copilăria sa, serviciul militar și paralizia suferită în timpul Războiului din Vietnam, apoi tranziția sa spre activismul anti-război.
Filmul a avut succes la box-office, cu încasări pe plan mondial de 162 de milioane de dolari, devenind al zecelea film ca încasări al anului 1989. La Premiile Oscar, ediția a 62-a, a primit opt nominalizări, între care pentru cel mai bun film și cel mai bun actor, aceasta fiind prima nominalizare la Oscar din cariera lui Cruise. A câștigat două premii, cel mai bun regizor, pentru Oliver Stone, și cel mai bun montaj, pentru David Brenner și Joe Hutshing. Filmul a primit de asemenea patru premii la gala Globul de Aur: Cel mai bun film - dramă, cel mai bun actor într-un film dramă, cel mai regizor și cel mai bun scenariu.

## Prezentare
Ron Kovic, născut pe 4 iulie, de Ziua Independenței, și un patriot fervent, s-a oferit voluntar să lupte în Vietnam. Se întoarce paraplegic și își pune la îndoială valorile legate de război. 
Tom Cruise oferă o interpretare emoționantă și foarte vie a veteranului paraplegic, în această analiză controversată a Războiului din Vietnam și a politicii din perioada Nixon. Pornind de la memoriile lui Ron Kovic, Născut pe 4 iulie este o dovadă înspăimântătoare a deziluziilor, depresiunii psihice și stresului posttraumatic, folosindu-se de o coloană sonoră dramatică, de imagini cuprinzătoare și de secvențe retrospective emoționante.

## Actori
- Tom Cruise - Sergent Ron Kovic
- Willem Dafoe - Charlie
- Kyra Sedgwick - Donna
- Raymond J. Barry - Dl. Kovic
- Jerry Levine - Steve Boyer
- Frank Whaley - Timmy
- Caroline Kava - Dna. Kovic
- Tom Sizemore - Vet #1 - Villa Dulce
- Tom Berenger - Sergent Hayes
- Holly Marie Combs - Jenny
- John C. McGinley - Oficial #1 – Convenția Partidului Democrat